# منطقه انگلیمپ-واگهی جنوبی
منطقه انگلیمپ-واگهی جنوبی یکی از منطقه های استان هلا واقع در کشور پاپوآ گینه نو می باشد. مرکز این منطقه مینج است. چمعیت منطقه مطابق با سرشماری رسمی سال ۲۰۰۰ میلادی ۹۶٬۴۱۳ بوده است. این منطقه خود از ۲ فرمانداری محلی تشکیل می گردد که هر فرمانداری به منظور سهولت در امر آمارگیری خود به چند بخش تقسیم می شود. قبل از ماه مه سال ۲۰۱۲ این منطقه ، جزو منطقه های استان ارتفاعات غربی بود.

## تقسیمات
این منطقه دارای ۲ فرمانداری محلی است که اسامی آن ها به شرح زیر است:
- فرمانداری محلی روستایی انگلیمپ
- فرمانداری محلی روستایی واگهی جنوبی